# Famille de Carteret
 (mars 2023).
Si vous disposez d'ouvrages ou d'articles de référence ou si vous connaissez des sites web de qualité traitant du thème abordé ici, merci de compléter l'article en donnant les références utiles à sa vérifiabilité et en les liant à la section « Notes et références ».
La famille de Carteret est une puissante famille du Cotentin et des îles Anglo-Normandes issue de Guy de Carteret (v. 960–v. 1000), seigneur de Carteret et de Saint-Ouen sur l'île de Jersey.
La famille se distingue particulièrement au moment du rattachement de la Normandie à la France par le roi Philippe Auguste en 1204.
La famille Carteret cumulera ensuite les charges de gouverneur, bailli, lieutenant-général, procureur et juré-justicier de Jersey et de Guernesey.
Toujours membre de la noblesse au Royaume-Uni, plusieurs branches de la famille sont subsistantes.

## Historique

### Une famille d'abord normande sous l'influence du roi de France
La terre de Saint-Ouen, en l'île de Jersey fut concédée au sire de Carteret, qui porte le nom de sa principale terre, par Guillaume Longue-Épée, jarl des Normands de 932 à 942.
Son fils ou petit-fils, Guy de Carteret dit l'Oiseleur (v. 960-1004), était en 1002 co-seigneur de la baronnie de Carteret avec le roi de France, Robert II le Pieux qui régna de 996 à 1031. Il laissa deux fils, Guillaume, mort sans postérité, et Godefroy, qui hérita. Ce dernier resté fidèle au duc Guillaume de Normandie aurait participé à la bataille de Val-ès-Dunes (1047). Il laissa trois fils, Mauger, Roger et Onfroy, qui auraient participé à la conquête de 1066. Le Roman de Rou pourtant ne cite que : « De Cartray Onfroy et Maugier Ki esteit novel chevalier ». Onfroy, seigneur de Carteret, de Saint-Ouen et du fort de Sciotot (aux Pieux). Son fils Renaud Ier de Carteret prit la succession.

### Une famille anglo-normande
Renaud de Carteret († v. 1130), chevalier, participa à la première croisade en 1096 avec ses voisins Roger du Rozel, descendant de Bertran, seigneur de Barneville, et à la prise de Jérusalem en 1099. Il donna en 1125 l'église de Carteret avec ses dîmes, à l'abbaye du Mont-Saint-Michel. Renaud de son mariage avec Lucie laissa trois fils, Philippe, Geoffroy et Onfroy. C'est Philippe Ier qui hérita des terres. En 1129, il fit construire à ses frais et en accomplissement d'un vœu, l'église de Torteval en l'île de Jersey, et en 1135, il restitua au Mont-Saint-Michel les biens donnés par son père en 1125 dont il s'était emparé. En 1156, il donne au Mont-Saint-Michel l'église Saint-Ouen de Jersey ainsi que la chapelle Sainte-Marie et une petite habitation dans laquelle fut établi un prieuré et mourut peu après. Lui succède son fils, Renaud II, cité plusieurs fois dans des chartes sur l'île de Jersey, résidence principale des Carteret. Il donna à l'église de Saint-Hélier et à ses chanoines une acre de terre, une demi-acre et une demi vergée dans la vallée de la Mare en l'île de Jersey. Puis vint Philippe, qui eut en descendance Renaud III de Carteret et Richard. Vers 1180, ce Philippe de Carteret devait, selon le Livre Rouge de l'Échiquier, le service d'un chevalier au duc-roi Henri II.
Le 8 juillet 1203, Renaud III, fils de Philippe, fut chargé, par le roi d'Angleterre et duc de Normandie Jean sans Terre, de lever une aide sur les habitants de Jersey et Guernesey pour l'entretien des armées destinées à défendre les îles contre un éventuel débarquement du roi de France. Le même Jean sans Terre, après la perte de la Normandie, en 1205, le chargea, avec Pierre de Préaux († 1212) ancien gouverneur de Rouen, d'organiser la défense des îles. Renaud III resté fidèle au roi d'Angleterre auquel il rendit hommage pour sa terre de Saint-Ouen, vit sa terre de Carteret confisquée (per eschaetam) par le roi de France vers 1210. Il eut un fils, Philippe II de Carteret, sieur de Saint-Ouen, co-gouverneur des îles, qui eut Philippe III de Carteret.

### Une famille franco-anglaise
Vers 1270, Renaud IV († av. 1309) recouvrit la terre de Carteret. Renaud IV devait au roi de France le service d'un tiers de chevalier. En 1272, Renaud IV et son frère Roger figuraient au nombre des nobles du bailliage de Coutances qui furent cités pour le service de l'arrière-ban suivant le rolle qui est conservé à la Chambre des comptes de Paris. Ensuite, pour la branche normande, suit son fils, Philippe IV († 1327), qui fut cité à comparaître en septembre 1307, au pleds tenus à Rauville.

### Guerre de Cent Ans: le choix définitif du parti anglais
Son fils unique et héritier, Renaud V de Carteret était au début de la guerre de Cent Ans seigneur de Carteret et de Saint-Ouen, gouverneur des châteaux de l'île au nom du roi d'Angleterre, et qui prit part aux actions de Geoffroy d'Harcourt, en faveur des Anglais. C'est ainsi que le 11 avril 1348, par un acte donné au prieuré du Pré, près de Rouen, Jean le Bon donnait à « maître Yves Simon », clerc du roi et de lui-même, en échange des 6 sols parisis qu'il prenait en la chambre aux deniers de son hôtel, les héritages de Regnaut de Carteret, chevalier, sis à Carteret confisqué pour forfaiture, et estimé valoir 66 livres et 13 sols tournois de rente. Les Carteret deviennent définitivement anglais en s'établissant sur l'île de Jersey.

### Continuité
Trois grandes branches sont issues des seigneurs de Saint-Ouen :
- la branche de Vinchelès, dont est issu Philippe de Carteret, 1er gouverneur du New-Jersey ;
- la branche de La Trinité, dont est issu Philip Carteret, officier et navigateur britannique et Édouard de Carteret, bailli de Jersey ;
- la branche de Mélechès, ou des Barons, dont sont issus, George de Carteret, John Carteret, Robert de Carteret et Philip Carteret.

## Généalogie simplifiée

### Ascendance des branches
- - Branche aînée (seigneurs de Saint-Ouen)
    - Branche de Sercq
      - Branche de La Trinité
      - Branche de Mélèches (barons)

    - Branche de La Hougue
      - Branche de Vinchelès
        - Rameau de Vinchelès de Haut
        - Rameau de Vinchelès de Bas

      - Branche de La Hague

    - Branche de Guernesey

### Arbre généalogique
- Guy de Carteret dit l'Oiseleur († 1004)
  - Guillaume, mort sans postérité
  - Godefroy
    - Mauger
    - Roger
    - Onfroy
      - Renaud Ier de Carteret († v. 1130)
  × Lucie
        - Philippe Ier († v. 1156)
          - Renaud II (° 1107)
            - Philippe
              - Renaud III de Carteret (1140-1214)
                - Godedroy (° 1170)
                - Philippe II de Carteret (1180-1279)
  × Margaret d'Aubigny
                  - Philippe III
  × Marguerite
                    - Renaud IV († av. 1309)
                      - Philippe IV
                        - Renaud V

                    - Roger

                  - Jean de Carteret (° v. 1240)

              - Richard

        - Geoffroy
        - Onfroy

## Titres et charges transmissibles

### Seigneurs de Saint-Ouen
- Renaud Ier de Carteret (1055, Carteret - 1106, Saint-Ouen, Jersey), fils d'Onfroy, est chevalier, seigneur de Carteret et de Saint-Ouen. Il participe à la première croisade (1096-1105). Il est connu pour avoir fait des dons à l'abbaye de Saint-Sauveur et l'abbaye du Mont-Saint-Michel.
- Renaud III de Carteret (v. 1140 – après 1214), prend le parti de Jean sans Terre et soutient le siège de Rouen en juin 1204, mais en vain. Il est alors nommé co-gouverneur des îles Anglo-Normandes avec Pierre de Préaux, ancien capitaine de Rouen et seigneur des îles de la Manche qui donnera en franche-aumône aux moines cisterciens de Val-Richer les îles des Minquiers et des Écréhou. Pour cause de forfaiture, le roi Philippe Auguste retire à Renaud ses terres dans le Cotentin, parmi lesquelles se trouve la seigneurie de Carteret. Il participa à la bataille de Bouvines en 1214.
- Philippe II de Carteret (1180-1279, manoir de Saint-Ouen (Jersey)), fils de Renaud III, chevalier et seigneur de Saint-Ouen, il accompagne Henri III en campagne militaire en Bretagne. Il est nommé gardien des îles anglo-normandes en raison des services rendus. De par son mariage avec Margaret d'Aubigné, fille de Ralph, baron d'Aubigné, il aura Philippe III de Carteret.
- Philippe III de Carteret se marie avec Marguerite et auront un fils Renaud IV, chevalier, seigneur de Saint-Ouen, Mélechès. Pour avoir servi le roi de France, Philippe III le Hardi, il est rétabli comme seigneur de Carteret.
- Renaud V de Carteret (° 1288 ou 1316), fils de Philippe V de Carteret et petit-fils de Renaud IV, défendit l'île de Jersey des attaques françaises.
- Renaud VI (° 1338), fils de Renaud V perd de nouveau les seigneuries normandes en 1329. Il s'ensuit une forte résistance des îles Anglo-normandes aux invasions françaises durant la guerre de Cent Ans, Renaud VI fut, en 1374, le défenseur du château de Mont-Orgueil contre Bertrand du Guesclin, connétable de France.

### Seigneurs de Sercq
- Hellier de Carteret (1563–1578) 1er seigneur de Sercq, gendre du bailli de Jersey, Hélier de Carteret.
- Philippe de Carteret I, seigneur de Sercq, 2e seigneur de Sercq (1552–1594).
- Philippe de Carteret II, seigneur de Sercq, 3e seigneur de Sercq (1584-1643).
- Philippe de Carteret III, seigneur de Sercq, 4e seigneur de Sercq (1620-1675).
- Philippe de Carteret IV, seigneur de Sercq, 5e seigneur de Sercq (1650–1693).
- Charles Carteret (1679-1715), 6e seigneur de Sercq.
- John Carteret (1690-1763), 7e seigneur de Sercq.

## Héraldique

### Armes de la famille
La famille de Carteret portait initialement « de gueules à quatre fusées d'argent, accolées en fasce ». Après l'extinction de la branche aînée de Sercq, en 1715, la branche cadette de Mélèches (ou des Barons) hérita de ces armes pleines,.
| Famille de Carteret | Armes pleines de la famille. |

Suivant plutôt la tradition anglaise où les règles héraldiques sont d'usage plus strictes, la famille a brisé de nombreuses manières ces armes.
Par exemple, l'héritier présomptif du chef de famille semble avoir systématiquement ajouté un « lambel d'azur ». C'est d'ailleurs ce blason qu'arbora Renaud Ier lors de la Première croisade, aux côtés de Robert Courteheuse, du vivant de son père, Onfroy,,.
| Famille de Carteret | Armes de l'héritier du chef de famille. |

De même, les différentes branches fondées à partir du XVIe siècle ont le plus souvent porté des brisures ou des armes composées.
| Figure                              | Blasonnement |
| ----------------------------------- | --- |
| Certaines branches sont manquantes. | |
| Blason du Vexin français            | Branche de Guernesey Écartelé : en 1 et 4, de gueules à quatre fusées d'argent, accolées et rangées en fasce, qui est de Carteret ; en 2 et 3, d'azur à neuf billettes d'or, 3, 3, 2 et 1, de Saint-Martin. |
| Blason du Vexin français            | Branche de Mélèches (avant 1715) Écartelé : en 1 et 4, de gueules à quatre fusées d'argent, accolées et rangées en fasce, de Carteret ; en 2 et 3, de gueules à trois claricordes d'or, de Granville.       |

### Armes personnelles
En Angleterre, les armoiries cherchent également à légitimer l'héritage de fiefs, c'est donc tout naturellement que les blasons puissent varier à chaque génération. C'est pourquoi bon nombre de membres ont porté des armes personnelles, dont :

### Reprises par d'autres familles
Inversement, plusieurs familles ont repris par héritage tout ou partie des armes des Carteret, à l'instar d'une branche des Malet de Graville ou des Thynne.

### Reprises par des communes
La commune de Carteret (Normandie), fondée à la Révolution, puis celle de Barneville-Carteret, fondée en 1964, ont porté dans leur blason les armes originelles de la famille.

Blason de l'ancienne commune de Carteret.
Blason de la commune de Barneville-Carteret (depuis 1985).

## Hommages

### Monuments et controverses
À l'occasion du 350e anniversaire de la fondation du New Jersey en tant que proprietary colony, une statue en pierre à l'effigie de Sir George de Carteret a été installée en 2014 à Saint-Pierre, sur l'île de Jersey. L'œuvre de la sculptrice parisienne Laury Dizengremel a néanmoins été recouverte en 2020 à deux reprises de peinture (blanche la première fois, et rouge à la seconde), traduisant une volonté locale de décommémoration et de décolonisation de l'espace public en conséquence de la mort de George Floyd et du mouvement Black Lives Matter. Par son poste au sein de la Royal African Company, il est en effet de nos jours accusé d'avoir profité du système du commerce triangulaire et de l'esclavagisme. Si la statue n'a pas été détruite ni déplacée, une pétition citoyenne cherche son retrait de l'espace public ; de son côté, l'artiste promeut l'idée que son œuvre a aussi sa place au sein d'un musée.

### Toponymes
Tirant son nom du fief originel de Carteret, adjacent au cap de Carteret et au phare de Carteret, et aujourd'hui intégré à la commune de Barneville-Carteret, dans l'actuel département de la Manche (Normandie), la famille a donné son nom à plusieurs lieux, à savoir :
- la localité de Carteret, sur la côte nord-ouest de Guernesey ;
- le borough de Carteret, dans le New Jersey ( États-Unis), proche de Staten Island[e] ;
- la municipalité de Cape Carteret, dans le comté de Carteret, en Caroline du Nord ( États-Unis) ;
- les îles Carteret (ou atoll Carteret), situées dans l'océan Pacifique ( Papouasie-Nouvelle-Guinée).

On trouve également de nombreux odonymes en hommage direct à des membres de la famille, comme :
- George Carteret Way, sur la municipalité du Lac-du-Bonnet, dans la province du Manitoba ( Canada),
- Carteret Drive, à Fort McMurray, dans la province d'Alberta ( Canada),
- trois différents Carteret Parks, dans les localités de Carteret, d'Elizabeth et de Glen Ridge, toutes en New Jersey ( États-Unis),
- Carteret Avenue, dont :
  - en New Jersey : à Carteret, Jersey City, Mount Olive, Seaside Heights, Union, Trenton et Westville ;
- Carteret Street, notamment : 
  - dans le quartier de Westminster à Londres ( Royaume-Uni),
  - sur l'île de Staten Island à New York ( États-Unis),
  - en Caroline du Nord : à Bath,
  - en Caroline du Sud : à Beaufort et à Columbia,
  - en New Jersey : dans le quartier de Port Reading à Woodbridge Township, à West Milford, ainsi qu'à West Orange ;
- Carteret Road :
  - en Caroline du Nord : à Havelock et à Wildwood,
  - en New Jersey : à Hopatcong et à Livingston,
  - en Floride : à Georgetown Cove,
  - en Maryland : à Potomac,
  - en Virginie : à Rockwood.